# 顆粒球コロニー刺激因子
顆粒球コロニー刺激因子（かりゅうきゅうコロニーしげきいんし、granulocyte-colony stimulating factor）とは、サイトカインの一種で顆粒球産出の促進、好中球の機能を高める作用がある。英語の略号でG-CSFと表記することが多い。

## 発見
マウスの顆粒球コロニー刺激因子は、1983年、オーストラリアのWEHI（Walter and Eliza Hall Institute forMedical Research：ウォルター・アンド・イライザ・ホール医学研究所）で初めて精製、確認され、ヒト型は1986年に日本とドイツ/アメリカ合衆国の研究グループがそれぞれクローンに成功した。

## 生物学的機能
G-CSFは血管内皮、マクロファージ及びその他の免疫細胞において生産される。自然界のヒト型糖タンパク質は2種類で、それぞれ174及び177アミノ酸残基のタンパク質である。分子量は約19,600。より多く存在し、より活性な174アミノ酸残基型が遺伝子組換え技術による医薬品への応用に使われてきた。
白血球G-CSF受容体は骨髄中の前駆細胞上に存在し、G-CSFによる刺激に反応して成熟した顆粒球への増殖と細胞分化を開始する。また、G-CSFは好中球前駆細胞と成熟した好中球の生存、増殖、分化及び機能を誘発する。G-CSFはJAK/STAT、Ras/MAPK、PI3K/Aktシグナル伝達経路を使い、機能を制御している。
造血系またG-CSFは、 造血幹細胞が骨髄から血中への移動することを促す有効な誘導因子である。ただし、造血前駆細胞には直接作用しないことが示されている。
ニューロンG-CSFはまた神経栄養因子として神経細胞に作用しうる。実際、その受容体は脳と脊髄のニューロンによって発現される。中枢神経系におけるG-CSFの作用は、神経発生の誘発、神経の可塑性の増大、アポトーシスへの拮抗である。これらの性質は、脳虚血のような神経性疾患に対する治療法を開発するために現在研究が進められている。

## 医薬品
遺伝子組換えヒトG-CSF製剤は、がん化学療法による好中球減少症や再生不良性貧血に伴う好中球減少症に用いられる。造血幹細胞移植のうち末梢血幹細胞移植（PBSCT）ではドナー体内の末梢血幹細胞を増大させるために用いられる。
フィルグラスチム（filgrastim、商品名グラン）、ナルトグラスチム（Nartograstim、商品名ノイアップ）、レノグラスチム（Lenograstim、商品名ノイトロジン）、ペグフィルグラスチム（Pegfilgrastim、商品名ジーラスタ）などの医薬品がある。いずれも、かなり高価なものである。
副作用としては、ショック、間質性肺炎、急性呼吸窮迫症候群、LDH上昇、Al-P上昇など。